# Hermann von dem Bussche-Ippenburg
Hermann Graf von dem Bussche-Ippenburg gen. von Kessell (* 15. August 1869 in Ippenburg; † 7. März 1943 ebenda) war ein deutscher Gutsbesitzer und Parlamentarier aus dem Adelsgeschlecht Bussche-Ippenburg.

## Leben
Sein Vater war Wilhelm von dem Bussche-Ippenburg, gen. von Kessell und seine Mutter war Else Adelsgeschlechts der von Arnim (a.d.H. Suckow). Er hatte acht Geschwister. Von 1905 bis 1918 war Bussche-Ippenburg Mitglied des Preußischen Herrenhauses, wo er einen erblichen Sitz innehatte. Er war Schlosshauptmann von Osnabrück. Bussche-Ippenburg war mit Vera Gräfin von der Decken (1884–1965) verheiratet, eine Tochter des Politikers Georg von der Decken. Sie hatten aber keine eigenen Kinder. 1934 adoptierte er seinen Neffen Albrecht Freiherr von dem Bussche-Ippenburg, gen. von Kessell (1921–2005).